# Platycypha amboniensis
Platycypha amboniensis – gatunek ważki z rodziny Chlorocyphidae. Występuje endemicznie w Kenii.